# Вологин, Александр Дмитриевич
Алекса́ндр Дми́триевич Воло́гин (8 октября 1924, с. Печерское, Ульяновская губерния — 17 октября 1943, Лоевский район, Гомельская область) — советский военнослужащий, пулемётчик 118-го гвардейского стрелкового полка 37-й гвардейской стрелковой дивизии 65-й армии Центрального фронта, гвардии младший сержант.

## Биография
А. Д. Вологин родился 8 октября 1924 года в селе Печерское (ныне — Сызранского района Самарской области) в семье крестьянина. После окончания средней школы трудился учеником токаря на Первомайском асфальтовом заводе.
В 1942 году был призван в Красную Армию. Впервые участвовал в боях во время контрнаступления советской армии на Курской дуге.
В начале августа 1943 года в боях за Дмитровск-Орловский стрельбой из пулемёта Вологин подавил контратаку взвода гитлеровцев. Несмотря на ранение осколком разорвавшейся мины, младший сержант Вологин оставался в боевом строю в течение нескольких дней, пока шли бои за Дмитровск-Орловский. Пулемётный расчёт Вологина уничтожил несколько десятков солдат и офицеров противника.
Пулемётчик Вологин принимал участие в форсировании рек Десна, Снов, Сож, прикрывая наступление советских войск пулемётным огнём.
Несколько дней шли бои в междуречье Сожа и Днепра. 17 октября 1943 года у деревни Рудня Каменева гитлеровцы направили против десантников танки и свежие подкрепления. Бойцы отбивались, когда рядом с пулемётчиком Вологиным разорвался снаряд, осколками которого он был смертельно ранен.
А. Д. Вологин похоронен в братской могиле в деревне Терюха Гомельского района Гомельской области.

## Награды и звания
Указом Президиума Верховного Совета СССР «О присвоении звания Героя Советского Союза генералам, офицерскому, сержантскому и рядовому составу Красной Армии» от 15 января 1944 года гвардии младшему сержанту Александру Дмитриевичу Вологину было присвоено звание Героя Советского Союза
за «образцовое выполнение боевых заданий командования на фронте борьбы с немецкими захватчиками и проявленными при этом отвагу и геройство».
Награждён орденом Ленина.

## Память
В городе Октябрьск Самарской области именем А. Д. Вологина названы улица и средняя школа. На доме, где он жил, установлена мемориальная доска, а рядом со школой-интернатом — памятник.
В городе Полоцке Витебской области Республики Беларусь именем А. Д. Вологина названа улица.
Мемориальная доска в память о А. Д. Вологине установлена Российским военно-историческим обществом на здании школы № 5 города Октябрьска, где он учился.
Приказом Министра обороны СССР А. Д. Вологин был навечно зачислен в списки личного состава воинской части.
Имя Героя присвоено студенческому отряду «Актив» из Терюхи (Гомельский район).